# Cristiana Paternò
Cristiana Paternò (Roma, 28 novembre 1960) è una critica cinematografica e giornalista italiana.
Presidentessa del SNCCI (Sindacato Nazionale Critici Cinematografici Italiani), è anche direttrice delle riviste CineCritica e CineCriticaWeb.

## Biografia
Cristiana Paternò è nata a Roma e si è laureata in Filosofia con la tesi Edmund Burke e l’estetica inglese del Settecento. È giornalista professionista dal 1992, iniziando la propria carriera collaborando come giornalista per il quotidiano l'Unità e come critico cinematografico per il mensile Noi Donne. Successivamente ha scritto anche per L'Ora di Palermo e il mensile Ciak.
Per conto di Italia Cinema, nel 2000 ha fondato e diretto il quotidiano online Tamtam, vincitore del Premio Domenico Meccoli come miglior rivista web specializzata in cinema. Nella sua lunga carriera professionale, Cristiana Paternò ha scritto numerosi saggi e articoli sul cinema contemporaneo italiano, e si è spesso occupata di intrecci tra il cinema e le altre discipline, dalla psicoanalisi alla letteratura.
Da gennaio 2022 è Presidentessa del Sindacato Nazionale Critici Cinematografici Italiani e, come SNCCI, ha ideato e prodotto il documentario Passione critica di Franco Montini e Patrizia Pistagnesi, che è stato presentato in anteprima alla Mostra del cinema di Venezia 2023. In qualità di relatrice, ha preso parte agli Stati Generali del cinema italiano, che si erano svolti a Siracusa ad aprile 2024. Attualmente è vice direttrice del periodico online CinecittàNews e del periodico Ottoemezzo, ambedue di proprietà di Cinecittà.
A settembre 2024, durante l'Assemblea nazionale è stata rieletta Presidentessa del SNCCI. 

## Onorificenze
- 2001. Premio Domenico Meccoli a Tamtam come miglior rivista web specializzata
- 2007. Premio Giornale dello Spettacolo come giornalista cinematografica dell'anno
- 2017. Premio Dina D'Isa come giornalista di cinema[6]

## Opere
- Bronte, nascita di una nazione, in Leonardo Sciascia, a cura di Sebastiano Gesù, Maimone Editore, 1992.
- Le mosche e le api. Cinema povero e contaminazioni, nel catalogo della rassegna Palermo Cinema, 1993.
- Wim Wenders Weltanschaaung. La metafora dei messaggeri, in Movie Magazine, n. 2, 1993-94.
- La prima, l’ultima e (affettuosamente) le altre. Appunti sulle donne del ventotto, in Articolo 28, a cura di Franco Montini, 1998.
- Prima della pioggia, Unità Video, 1995.
- Follia e psicoanalisi, la trama e il trauma, in Nelle fauci della follia, a cura di Marcello Garofalo, Circoli del Cinema di Napoli, 1995.
- Lunghi per caso; Matteo Garrone. Camera con vista, in Autori in breve. Dieci anni di corti in Italia e in Inghilterra, a cura di Angela Prudenzi, Editrice Il Castoro, 1999.
- Roberta Torre, antropologa antropofaga, in CineCritica, anno IV, n. 16, 1999.
- Gabriele Salvatores, senza nessun altrove, in CineCritica, anno V, n. 17, 2000.
- Carlo Mazzacurati, aspettando che cosa, in CineCritica, anno V, n. 20, 2000.
- L’immagine del desiderio. Cinema e inconsapevoli progetti di vita, conferenza tenuta alla Società Italiana di Analisi Bioenergetica, 2001.
- Dalla cronaca alla poesia. Breve compendio del pensiero placidiano; Pummarò, in Michele Placido. La poetica dell’essenziale, Catalogo della Rassegna Primo Piano sull’Autore, a cura di Franco Mariotti, Assisi, 2002.
- Dietro la maschera del cinico. Intervista a Mario Monicelli, in Dino Risi, maestro dell'equilibrio e della leggerezza, a cura di Angela Prudenzi e Cristina Scognamillo, La Biennale di Venezia, 2002.
- Gli esordi. Generi, sottogeneri, outsider. Alla ricerca di una storia; Gli sceneggiatori. Lo script negato, in Il cinema italiano del Terzo Millennio. I protagonisti della rinascita, a cura di Franco Montini, Lindau, 2002.
- Quattro strategie del reale, in Incontri Internazionali del Cinema di Sorrento, Quarantennale, a cura di Laura Delli Colli, ElleU Multimedia, 2003.
- Fenomenologia semiseria dell’attore: vizi (e qualche virtù) tra pubblico e privato, in Il cinema italiano cambia faccia. Gli attori – Le attrici, a cura di Franco Montini, Quaderni del FAC, 2003.
- L’innocente di Luchino Visconti, in Giancarlo Giannini, l’arte dell’interpretazione, a cura di Franco Mariotti, Catalogo della Rassegna Primo Piano sull’Autore, Assisi, 2004.
- Appunti per una mappa della produzione italiana, in Per un pugno di euro. Produzione e     produttori del cinema italiano, a cura di Franco Montini, Quaderni del FAC, 2004
- La fine del lieto fine. Happy ending e laicismo del cinema, in Movimenti di felicità. Storie, strutture e figure del desiderio, a cura di Donatella Alesi e Laura Fortini, Manifesto Libri, 2004.
- Bambole, vigilesse e ragazzine snob, in Aurelio De Laurentiis, Catalogo della Rassegna Primo Piano sull’Autore, a cura  di Franco Mariotti, Assisi, 2005.
- Un cinema al femminile, in La meglio gioventù. Nuovo Cinema Italiano 2000-2006, a cura di Vito Zagarrio, Marsilio, 2006.
- Alina e le altre, in Il cinema del reale. Il documentario: la novità di un genere antico, a cura di Franco Montini, Quaderni del FAC, 2006.
- Genere, in Serg10 Rubini, a cura di Anton Giulio Mancino e Fabio Prencipe, edizioni Falsopiano, 2010.
- La fertilità del sentimento della morte, in Catalogo della 26ª Settimana Internazionale della Critica, Electa, 2011.
- Conigli in gabbia; Il muro d'acqua; Vagare  senza orizzonte amoroso, in Catalogo della 27ª Settimana  Internazionale della critica, Marsilio, 2012.
- Sorrentino e Garrone, il nuovo cinema ibrido; Gianni Amelio, la dissimulazione onesta, in Istantanee sul cinema italiano. Film, volti, idee del nuovo millennio, a cura di Franco     Montini e Vito Zagarrio, Rubbettino, 2012.
- Todo cambia. Figure femminili  dal fantasma al soggetto, in Nanni Moretti. Lo sguardo morale, a cura di Vito Zagarrio, Marsilio, 2012.
- Costanza Quatriglio, sulla  soglia, in     CineCritica, anno XVIII, n. 70-71, 2013.
- Giuseppe Tornatore e Francesco Rosi, affinità elettive, in Catalogo della Rassegna Primo Piano sull’Autore, a cura di Franco Mariotti, Assisi, 2014.
- La critica cinematografica tra carta stampata e web, in CineCritica, anno XX, n. 77, 2015.
- L’estremismo della libertà, in Liliana Cavani, Catalogo della Rassegna Primo Piano sull’Autore, a cura di Franco Mariotti, Assisi, 2015.
- Laura Bispuri, noli me tangere, in CineCritica, anno XX, n. 78/79, 2015.
- Gli attori non sono bestiame (con Nicole Bianchi), in Esordi     italiani. Gli anni Dieci al cinema (2010-2015), a cura di Pedro Armocida, Marsilio, 2015.
- Giovanna Mezzogiorno, il  coraggio e l’intransigenza, in L’attore nel cinema contemporaneo. Storia, performance, immagine, a cura di Pedro Armocida e Andrea Minuz, Marsilio, 2017.
- La banalità del male. La violenza come spettacolo nella realtà, in Le forme della violenza: cinema e dintorni, a cura di Paola Dei, Edizioni Efesto, 2018.
- Il potere della risata in We Want Cinema. Sguardi di donne nel cinema italiano, a cura di Laura Buffoni, Marsilio, 2018.
- Dialogare con la modernità senza pregiudizi. Intervista a Riccardo Tozzi in Ieri, oggi e domani. Il cinema di genere in Italia, a cura di Pedro Armocida e Boris Sollazzo, Marsilio, 2019.
- L’Agnese va a morire e la Resistenza taciuta, in Giuliano Montaldo: una storia italiana, a cura di Pedro Armocida e Caterina Taricano, Marsilio, 2020.
- Trenta minuti. Fotogrammi di storie, raccolta di racconti brevi a cura di Cristiana Paternò, con la postfazione di Roberta Torre, edito da Cinecittà, 2020.
- Cronache di poveri amanti, in Bianco & Nero, n. 597, 2020.
- Gli ultimi ruoli al cinema di Gigi Proietti, in Gigi Proietti. Archeologia della risata, a cura di Paola Dei e Franco Mariotti, Sillabe Edizioni, 2021.
- Cinecittà, l’industria che faceva mangiare Roma e portava alla vita. Conversazione con Alida Cappellini e Giovanni Licheri, scenografi, (con Nicole Bianchi), in Cinecittà.     Un patrimonio aperto, a cura di Barbara Goretti, Skira Editori e Luce Cinecittà, 2021.
- Liliana Cavani. Il cinema e i film, a cura di Pedo Armocida e Cristiana Paternò, Marsilio, 2021.
- Rasoi (1993) in Mario Martone. Il cinema e i film, a cura di Pedro Armocida e Giona A. Nazzaro, Marsilio, 2022.
- Palombella rossa. Il 1989, il  Pci, i “se” della Storia. E se Lara si voltasse e vedesse il dottor Zivago, in Bianco & Nero, n. 606, 2023.
- Il bene e il male nella dimensione della Storia e del mito, in Il tempo, la Storia, il mito. Il cinema di  Liliana Cavani, a cura di Valentina D’Amico, Edizioni ETS, 2023.
- Così fermava il traffico a Via Condotti. Intervista a Rino Barillari, in I mondi di Gina, a cura di Lucia Borgonzoni e Claudia Sbarigia, Marsilio Arte e Archivio Luce Cinecittà, 2023.
- Il primo Natale, in Ficarra e Picone. Ridere sul serio, a cura di Pedro Armocida e Giulio Sangiorgio, Marsilio, 2024.
- Padri senza figli, figli senza madri, in La realtà immaginata. Il cinema di Gabriele Salvatore, a cura di Paola Casella, ETS, 2024.